# المكتب الوطني للكهرباء والماء الصالح للشرب (المغرب)
المكتب الوطني للكهرباء والماء الصالح للشرب (ONEE) هو مؤسسة عمومية مملوكة بالكامل للحكومة المغربية، أنشئ المكتب في عام 1963، ويتكلف بتحديث وتوسيع شبكات إنتاج وتوزيع الموارد الكهربائية والهيدروليكية، ومكافحة الهدر وتنفيذ أدوات وتقنيات جديدة لتوفير المياه والكهرباء.
بحلول عام 2018، أصبح المكتب يتوفر على 408 9 موظف، و 493 084 6 زبون مشترك.

## تاريخ
في عام 1963، أنشئ المكتب الوطني للكهرباء.
في عام 2012، قررت الحكومة المغربية دمج المكتب الوطني للكهرباء والمكتب الوطني للماء الصالح للشرب في مكتب واحد وتسمتيه بالمكتب الوطني للكهرباء والماء الصالح للشرب.
في عام 2017، أعلن المكتب الوطني للكهرباء والماء الصالح للشرب - قطاع الكهرباء، عن خدمة جديد تسمح بتسديد فواتير الكهرباء من خلال الموقع الإلكتروني للمكتب، أو الأكشاك البنكية الأوتوماتيكية، أو تطبيقات البنوك بكل أمان وسهولة.

## المديرون العامون
- أحمد التازي: 1964 - 1992
- عبد الرحمن ناجي:[5] 1992 - 1994
- إدريس بنهيمة: 1994 - 2001
- احمد نقوش : 2001 - 2006
- يونس معمر: 2006 - 2008
- علي الفاسي الفهري: 2008 - 2017
- عبد الرحيم الحافظي: 2018 - 2024
- طارق حمان : 2024 - إلى الآن

## روابط خارجية
- الموقع الرسمي للمكتب الوطني للكهرباء بالمغرب